# Psychopata (film)
Psychopata (ang. Copycat) – amerykański thriller z 1995 roku w reżyserii Jona Amiela. Zdjęcia kręcono w San Francisco i Los Angeles.

## Opis fabuły
Dr Helen Hudson jest psychologiem sądowym. Zajmuje się profilami psychologicznymi przestępców. Jej specjalnością są seryjni mordercy. Kiedyś omal nie została zabita przez jednego z nich. Od tego czasu nie opuszcza swego mieszkania. Ale nagle „na scenie” pojawia się nowy gracz. Jest nieprzewidywalny, działa według niezrozumiałego schematu. Policja zwraca się o pomoc do dr Hudson. Tylko ona może odkryć, czym kieruje się morderca. Pani doktor niechętnie zgadza się pomóc, zwłaszcza że przestępca ją właśnie wybrał za cel.

## Obsada
- Sigourney Weaver – Helen Hudson
- Holly Hunter – M.J. Monahan
- Dermot Mulroney – Reuben Goetz
- Harry Connick Jr. – Daryll Lee Cullum
- William McNamara – Peter Foley
- John Rothman – Andy
- J.E. Freeman – Porucznik Thomas Quinn
- Will Patton – Nicoletti